# Saint-Pierre-de-Rivière
Pour les articles homonymes, voir Saint-Pierre.
Saint-Pierre-de-Rivière est une commune française située dans le département de l'Ariège, en région Occitanie. Sur le plan historique et culturel, la commune fait partie du pays de Foix, composé de la partie centrale du Plantaurel, du massif de l'Arize et d'un tronçon de la vallée de l'Ariège avec ses quelques affluents.
Exposée à un climat océanique altéré, elle est drainée par l'Arget et par divers autres petits cours d'eau. Incluse dans le parc naturel régional des Pyrénées ariégeoises, la commune possède un patrimoine naturel remarquable composé de trois zones naturelles d'intérêt écologique, faunistique et floristique.
Saint-Pierre-de-Rivière est une commune rurale qui compte 676 habitants en 2022, après avoir connu une forte hausse de la population depuis 1975. Elle appartient à l'unité urbaine de Foix et fait partie de l'aire d'attraction de Foix. Ses habitants sont appelés les Saint-Pierrois ou Saint-Pierroises.

## Géographie

### Localisation
La commune de Saint-Pierre-de-Rivière se trouve dans le département de l'Ariège, en région Occitanie.
Commune des Pyrénées située dans l'aire d'attraction de Foix à 5 km à l'ouest de Foix. Située dans la vallée de la Barguillière, elle fait partie du parc naturel régional des Pyrénées ariégeoises.
Elle se situe à 4 km à vol d'oiseau de Foix, préfecture du département
La commune fait en outre partie du bassin de vie de Foix.
Les communes les plus proches sont :
Ganac (1,6 km), Cos (2,1 km), Bénac (2,4 km), Brassac (2,5 km), Serres-sur-Arget (3,4 km), Saint-Martin-de-Caralp (3,5 km), Foix (3,9 km), Vernajoul (4,8 km).
Sur le plan historique et culturel, Saint-Pierre-de-Rivière fait partie du pays de Foix, composé de la partie centrale du Plantaurel, du massif de l'Arize et d'un tronçon de la vallée de l'Ariège avec ses quelques affluents, mais qui n'est plus que l'ombre du prestigieux comté qui s'étendit jusqu'à l'Espagne et même au-delà.

### Communes limitrophes
Les communes limitrophes sont Bénac, Brassac, Cos, Foix, Ganac, Saint-Martin-de-Caralp et Serres-sur-Arget.
| Serres-sur-Arget | Saint-Martin-de-Caralp  | Cos  |
| Bénac            | Saint-Pierre-de-Rivière |      |
| Brassac          | Ganac                   | Foix |

### Géologie et relief
La commune est située dans les Pyrénées, une chaîne montagneuse jeune, érigée durant l'ère tertiaire (il y a 40 millions d'années environ), en même temps que les Alpes. Les terrains affleurants sur le territoire communal sont constitués de roches plutoniques datant du Paléozoïque, une ère géologique qui s'étend de −541 à −252,2 Ma (millions d'années). La structure détaillée des couches affleurantes est décrite dans la feuille « no 1075 - Foix » de la carte géologique harmonisée au 1/50 000ème du département de l'Ariège, et sa notice associée.
La superficie cadastrale de la commune publiée par l’Insee, qui sert de références dans toutes les statistiques, est de 2,35 km2,. La superficie géographique, issue de la BD Topo, composante du Référentiel à grande échelle produit par l'IGN, est quant à elle de 2,36 km2. L'altitude du territoire varie entre 436 m et 569 m.

### Hydrographie

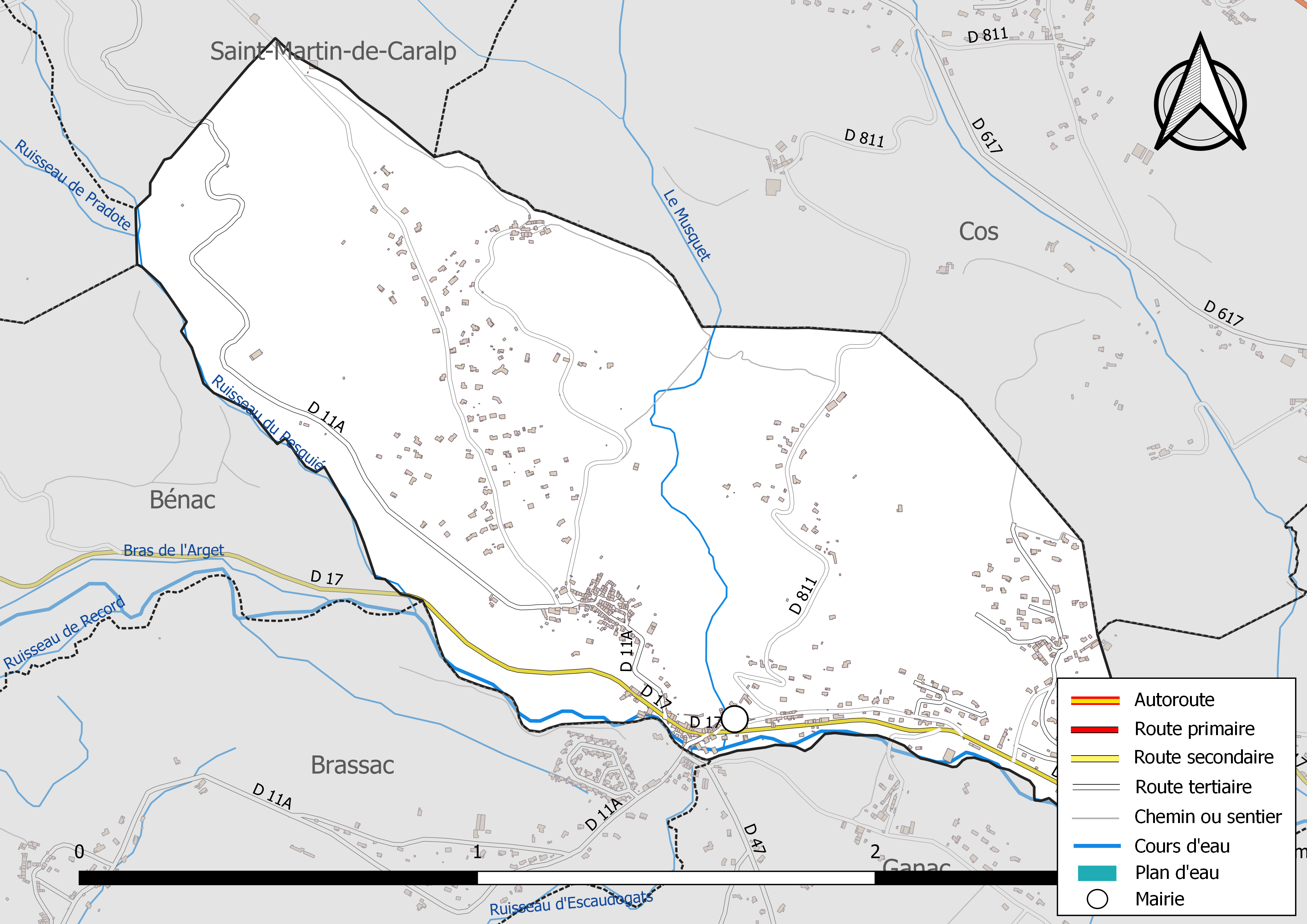
Réseaux hydrographique et routier de Saint-Pierre-de-Rivière.

La commune est dans le bassin versant de la Garonne, au sein du bassin hydrographique Adour-Garonne. Elle est drainée par l'Arget, le Musquet, le ruisseau d'Escaudogats et le ruisseau du Pesquié, constituant un réseau hydrographique de 3 km de longueur totale,.
L'Arget, d'une longueur totale de 23 km, prend sa source dans la commune du Bosc et s'écoule du sud-ouest vers le nord-est. Il traverse la commune et se jette dans l'Ariège à Foix, après avoir traversé 8 communes.

### Climat
Pour des articles plus généraux, voir Climat de l'Occitanie et Climat de l'Ariège.
En 2010, le climat de la commune est de type climat océanique altéré, selon une étude s'appuyant sur une série de données couvrant la période 1971-2000. En 2020, Météo-France publie une typologie des climats de la France métropolitaine dans laquelle la commune est exposée à un climat de montagne et est dans la région climatique Pyrénées centrales, caractérisée par une pluviométrie annuelle de 1 000 à 1 200 mm.
Pour la période 1971-2000, la température annuelle moyenne est de 11,8 °C, avec une amplitude thermique annuelle de 14,7 °C. Le cumul annuel moyen de précipitations est de 913 mm, avec 10,1 jours de précipitations en janvier et 6,5 jours en juillet. Pour la période 1991-2020, la température moyenne annuelle observée sur la station météorologique la plus proche, située sur la commune de Cos à 2 km à vol d'oiseau, est de 12,4 °C et le cumul annuel moyen de précipitations est de 1 004,0 mm,. Pour l'avenir, les paramètres climatiques de la commune estimés pour 2050 selon différents scénarios d'émission de gaz à effet de serre sont consultables sur un site dédié publié par Météo-France en novembre 2022.

### Milieux naturels et biodiversité

#### Espaces protégés
La protection réglementaire est le mode d’intervention le plus fort pour préserver des espaces naturels remarquables et leur biodiversité associée,.
La commune fait partie du parc naturel régional des Pyrénées ariégeoises, créé en 2009 et d'une superficie de 245 973 ha, qui s'étend sur 138 communes du département. Ce territoire unit les plus hauts sommets aux frontières de l’Andorre et de l’Espagne (la Pique d'Estats, le mont Valier, etc) et les plus hautes vallées des avants-monts, jusqu’aux plissements du Plantaurel.

#### Zones naturelles d'intérêt écologique, faunistique et floristique
L’inventaire des zones naturelles d'intérêt écologique, faunistique et floristique (ZNIEFF) a pour objectif de réaliser une couverture des zones les plus intéressantes sur le plan écologique, essentiellement dans la perspective d’améliorer la connaissance du patrimoine naturel national et de fournir aux différents décideurs un outil d’aide à la prise en compte de l’environnement dans l’aménagement du territoire.
Deux ZNIEFF de type 1 sont recensées sur la commune :
l'« aval de l'Arget et affluents (vallée de la Barguillère) » (71 ha), couvrant 7 communes du département, et
le « massif de l'Arize, versant nord » (12 354 ha), couvrant 23 communes du département
et une ZNIEFF de type 2, :
le « massif de l'Arize » (42 110 ha), couvrant 40 communes du département.

Carte des ZNIEFF de type 1 et 2 à Saint-Pierre-de-Rivière.
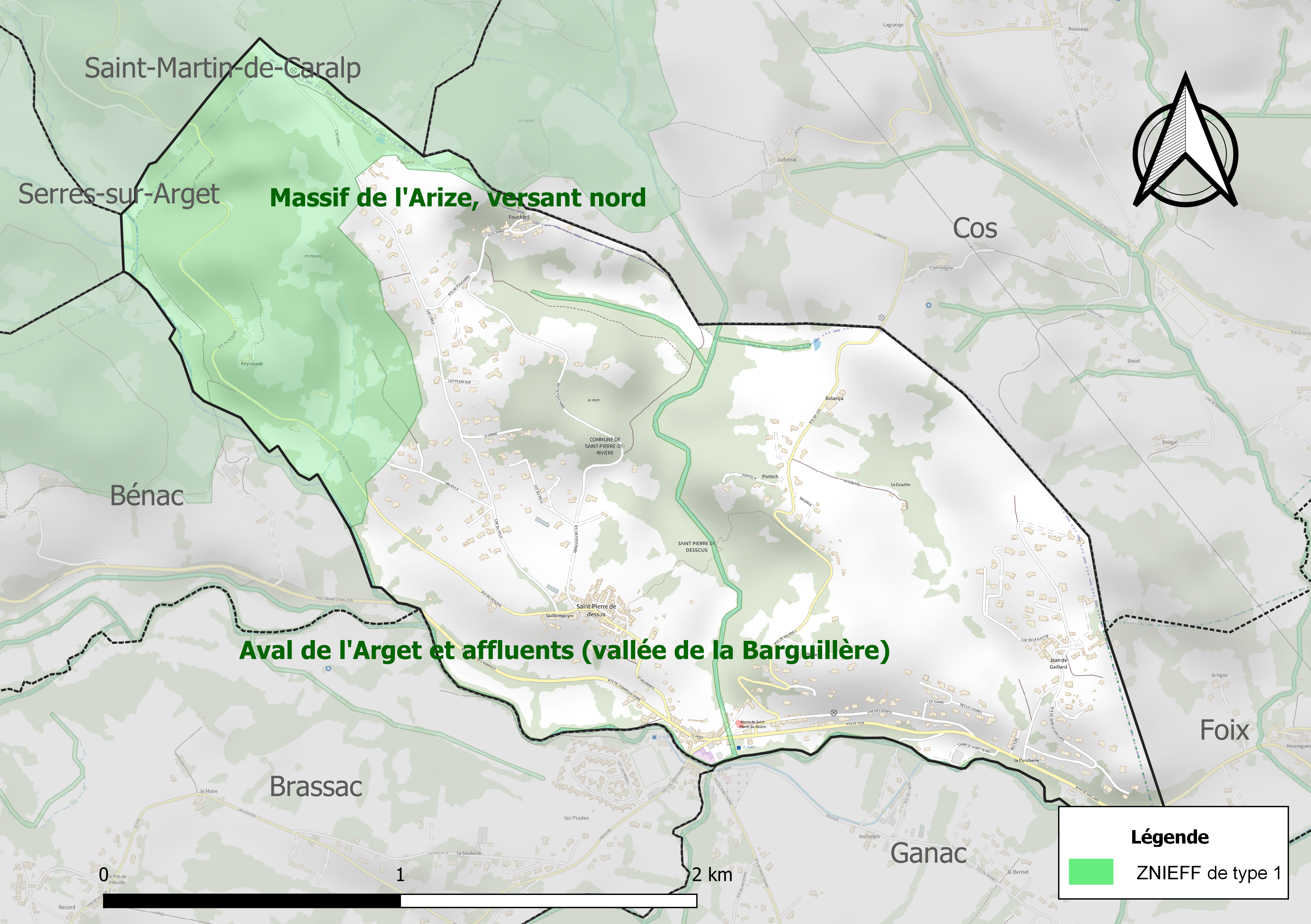
Carte des ZNIEFF de type 1 sur la commune.
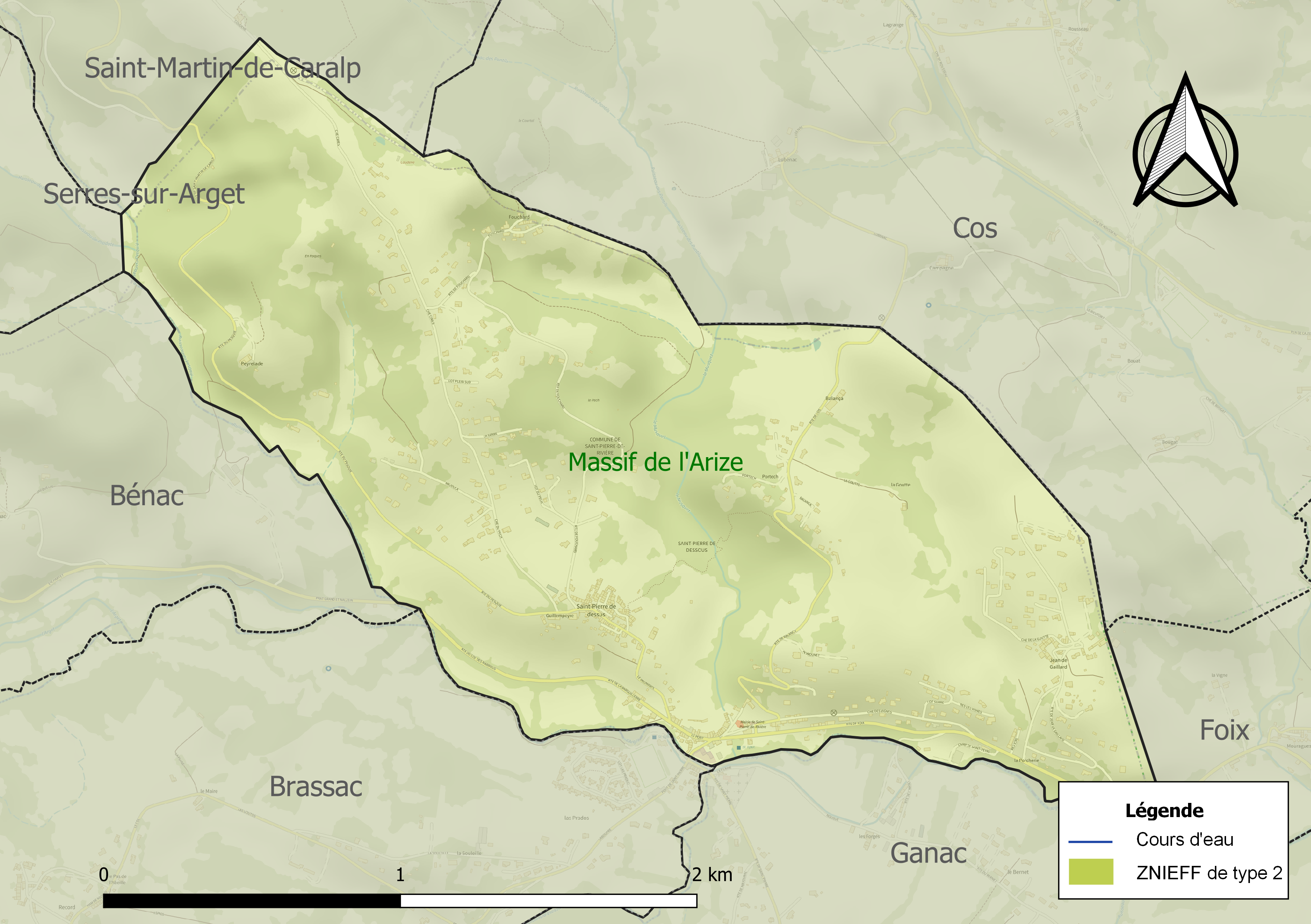
Carte de la ZNIEFF de type 2 sur la commune.

## Urbanisme

### Typologie
Au 1er janvier 2024, Saint-Pierre-de-Rivière est catégorisée commune rurale à habitat dispersé, selon la nouvelle grille communale de densité à 7 niveaux définie par l'Insee en 2022.
Elle appartient à l'unité urbaine de Foix, une agglomération intra-départementale dont elle est une commune de la banlieue,. Par ailleurs la commune fait partie de l'aire d'attraction de Foix, dont elle est une commune de la couronne,. Cette aire, qui regroupe 38 communes, est catégorisée dans les aires de moins de 50 000 habitants,.

### Occupation des sols

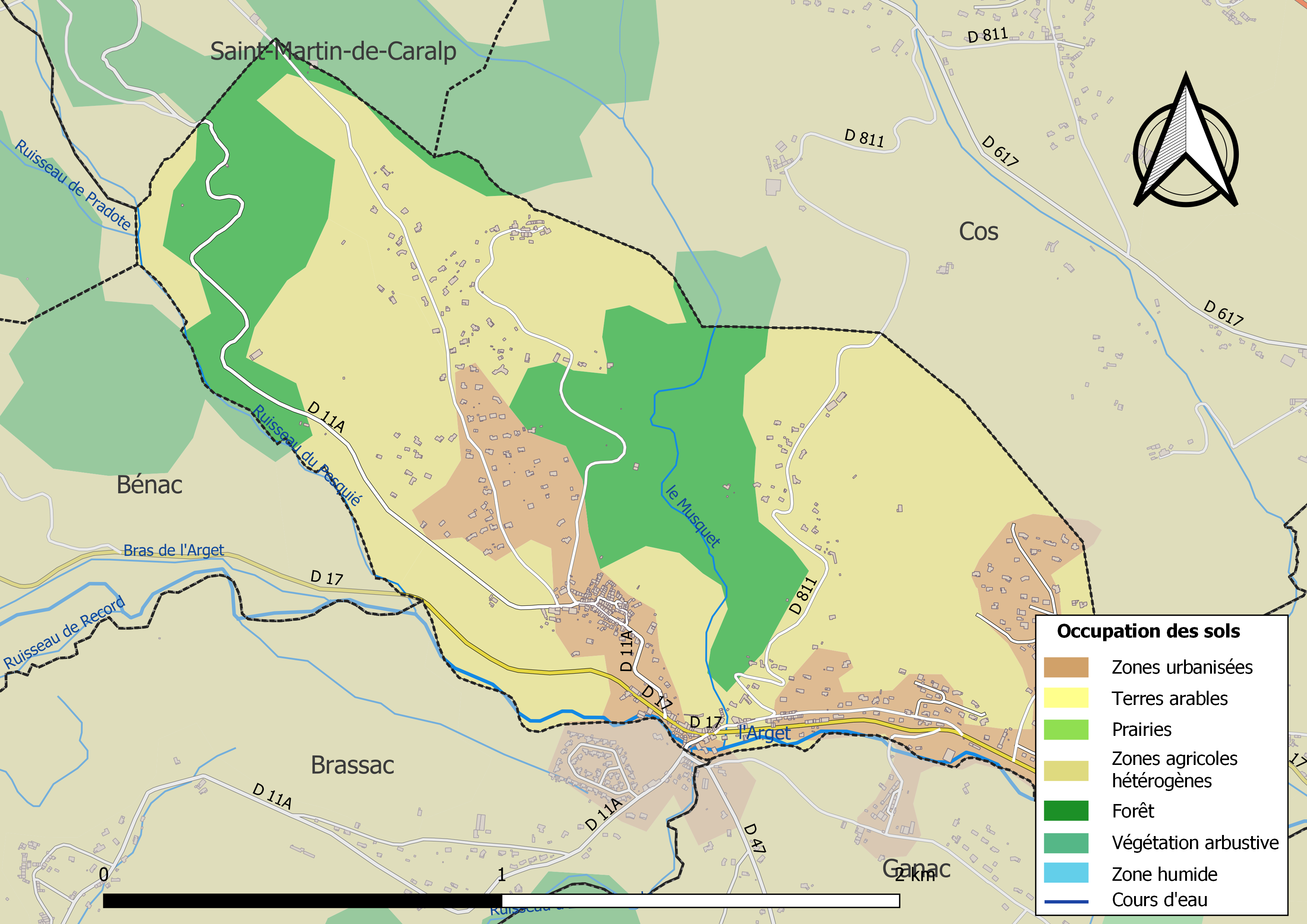
Carte des infrastructures et de l'occupation des sols de la commune en 2018 (CLC).

L'occupation des sols de la commune, telle qu'elle ressort de la base de données européenne d’occupation biophysique des sols Corine Land Cover (CLC), est marquée par l'importance des territoires agricoles (51,3 % en 2018), en diminution par rapport à 1990 (59,1 %). La répartition détaillée en 2018 est la suivante :
zones agricoles hétérogènes (51,3 %), zones urbanisées (25,5 %), forêts (23,2 %). L'évolution de l’occupation des sols de la commune et de ses infrastructures peut être observée sur les différentes représentations cartographiques du territoire : la carte de Cassini (XVIIIe siècle), la carte d'état-major (1820-1866) et les cartes ou photos aériennes de l'IGN pour la période actuelle (1950 à aujourd'hui).

### Hameaux et lieux-dits
La commune est composée de plusieurs hameaux tels que Balança, Fouchard, Jean de Gaillard, Saint Pierre de Dessus...

### Habitat et logement
En 2018, le nombre total de logements dans la commune était de 381, alors qu'il était de 362 en 2013 et de 338 en 2008.
Parmi ces logements, 83,5 % étaient des résidences principales, 11 % des résidences secondaires et 5,5 % des logements vacants. Ces logements étaient pour 95 % d'entre eux des maisons individuelles et pour 5 % des appartements.
Le tableau ci-dessous présente la typologie des logements à Saint-Pierre-de-Rivière en 2018 en comparaison avec celle de l'Ariège et de la France entière. Une caractéristique marquante du parc de logements est ainsi une proportion de résidences secondaires et logements occasionnels (11 %) inférieure à celle du département (24,6 %) mais supérieure à celle de la France entière (9,7 %). Concernant le statut d'occupation de ces logements, 80,2 % des habitants de la commune sont propriétaires de leur logement (81,1 % en 2013), contre 66,3 % pour l'Ariège et 57,5 % pour la France entière.
| Typologie                                               | Saint-Pierre-de-Rivière | Ariège | France entière |
| ------------------------------------------------------- | ----------------------- | ------ | -------------- |
| Résidences principales (en %)                           | 83,5                    | 65,7   | 82,1           |
| Résidences secondaires et logements occasionnels (en %) | 11                      | 24,6   | 9,7            |
| Logements vacants (en %)                                | 5,5                     | 9,7    | 8,2            |

### Risques majeurs
Le territoire de la commune de Saint-Pierre-de-Rivière est vulnérable à différents aléas naturels : inondations, climatiques (grand froid ou canicule), feux de forêts, mouvements de terrains et séisme (sismicité modérée). Il est également exposé à un risque particulier, le risque radon,.

#### Risques naturels

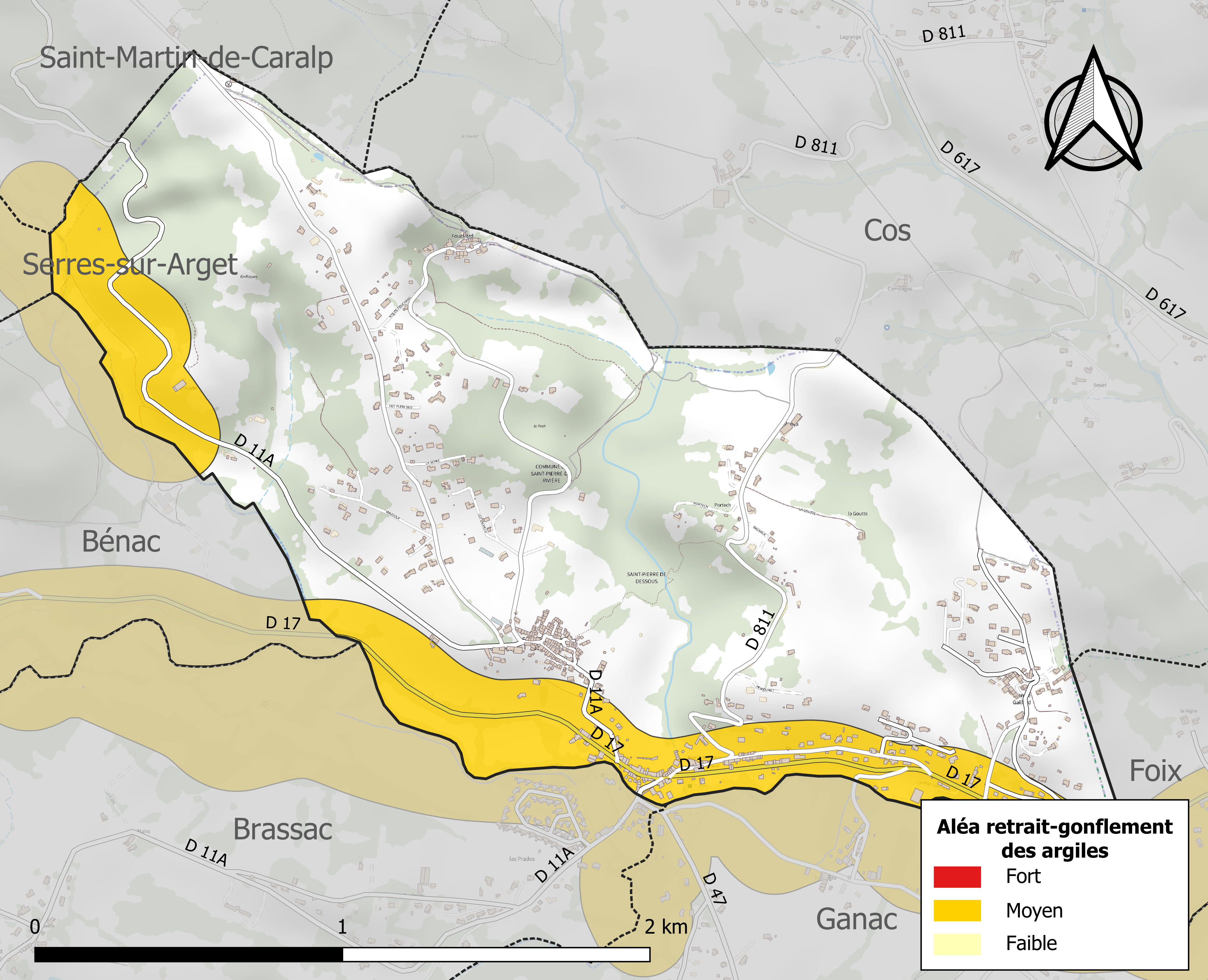
Zonage de l'aléa retrait-gonflement des argiles sur la commune de Saint-Pierre-de-Rivière.

Certaines parties du territoire communal sont susceptibles d’être affectées par le risque d’inondation par débordement, crue torrentielle d'un cours d'eau, ou ruissellement d'un versant.
Les mouvements de terrains susceptibles de se produire sur la commune sont soit des glissements de terrains soit des mouvements liés au retrait-gonflement des argiles. Près de 50 % de la superficie du département est concernée par l'aléa retrait-gonflement des argiles, dont la commune de Saint-Pierre-de-Rivière. L'inventaire national des cavités souterraines permet par ailleurs de localiser celles situées sur la commune.

#### Risque particulier
Dans plusieurs parties du territoire national, le radon, accumulé dans certains logements ou autres locaux, peut constituer une source significative d’exposition de la population aux rayonnements ionisants. Toutes les communes du département sont concernées par le risque radon à un niveau plus ou moins élevé. Selon la classification de 2018, la commune de Saint-Pierre-de-Rivière est classée en zone 3, à savoir zone à potentiel radon significatif.

## Politique et administration

### Découpage territorial
La commune de Saint-Pierre-de-Rivière est membre de la communauté d'agglomération Pays Foix-Varilhes, un établissement public de coopération intercommunale (EPCI) à fiscalité propre créé le 16 novembre 2016 dont le siège est à Foix. Ce dernier est par ailleurs membre d'autres groupements intercommunaux.
Sur le plan administratif, elle est rattachée à l'arrondissement de Foix, au département de l'Ariège, en tant que circonscription administrative de l'État, et à la région Occitanie.
Sur le plan électoral, elle dépend du canton de Foix pour l'élection des conseillers départementaux, depuis le redécoupage cantonal de 2014 entré en vigueur en 2015, et de la première circonscription de l'Ariège  pour les élections législatives, depuis le redécoupage électoral de 1986.

### Liste des maires
| Période                                  | Période  | Identité         | Étiquette | Qualité                                                  |
| ---------------------------------------- | -------- | ---------------- | --------- | -------------------------------------------------------- |
| 1947                                     | 1983     | Antonin Marrot   |           |                                                          |
| 1983                                     | 1991     | Louis Rumeau     |           |                                                          |
| 1991                                     | 1995     | Claude Bardiès   |           |                                                          |
| 1995                                     | 2002     | Serge Rumeau     | PS        |                                                          |
| mars 2002                                | 2008     | Jacques Garaud   |           |                                                          |
| mars 2008                                | 2014     | Richard Danis    |           |                                                          |
| mars 2014                                | 2020     | Jean-Noël Colin  | SE        | Retraité                                                 |
| mai 2020                                 | En cours | Véronique Rumeau | PS        | Conseillère départementale du Canton de Foix depuis 2021 |
| Les données manquantes sont à compléter. |          |                  |           |                                                          |

## Démographie
L'évolution du nombre d'habitants est connue à travers les recensements de la population effectués dans la commune depuis 1793. Pour les communes de moins de 10 000 habitants, une enquête de recensement portant sur toute la population est réalisée tous les cinq ans, les populations de référence des années intermédiaires étant quant à elles estimées par interpolation ou extrapolation. Pour la commune, le premier recensement exhaustif entrant dans le cadre du nouveau dispositif a été réalisé en 2008.

En 2022, la commune comptait 676 habitants, en évolution de +8,68 % par rapport à 2016 (Ariège : +1,48 %, France hors Mayotte : +2,11 %).
| 1793 | 1800 | 1806 | 1821 | 1831 | 1836 | 1841 | 1846 | 1851 |
| ---- | ---- | ---- | ---- | ---- | ---- | ---- | ---- | ---- |
| 309  | 366  | 386  | 357  | 371  | 425  | 435  | 454  | 473  |

| 1856 | 1861 | 1866 | 1872 | 1876 | 1881 | 1886 | 1891 | 1896 |
| ---- | ---- | ---- | ---- | ---- | ---- | ---- | ---- | ---- |
| 429  | 459  | 446  | 437  | 456  | 439  | 405  | 436  | 415  |

| 1901 | 1906 | 1911 | 1921 | 1926 | 1931 | 1936 | 1946 | 1954 |
| ---- | ---- | ---- | ---- | ---- | ---- | ---- | ---- | ---- |
| 412  | 406  | 402  | 375  | 390  | 389  | 351  | 353  | 342  |

| 1962 | 1968 | 1975 | 1982 | 1990 | 1999 | 2006 | 2008 | 2013 |
| ---- | ---- | ---- | ---- | ---- | ---- | ---- | ---- | ---- |
| 323  | 318  | 349  | 418  | 463  | 564  | 643  | 665  | 616  |

| 2018 | 2022 | - | - | - | - | - | - | - |
| ---- | ---- | - | - | - | - | - | - | - |
| 666  | 676  | - | - | - | - | - | - | - |

## Vie locale

### Enseignement

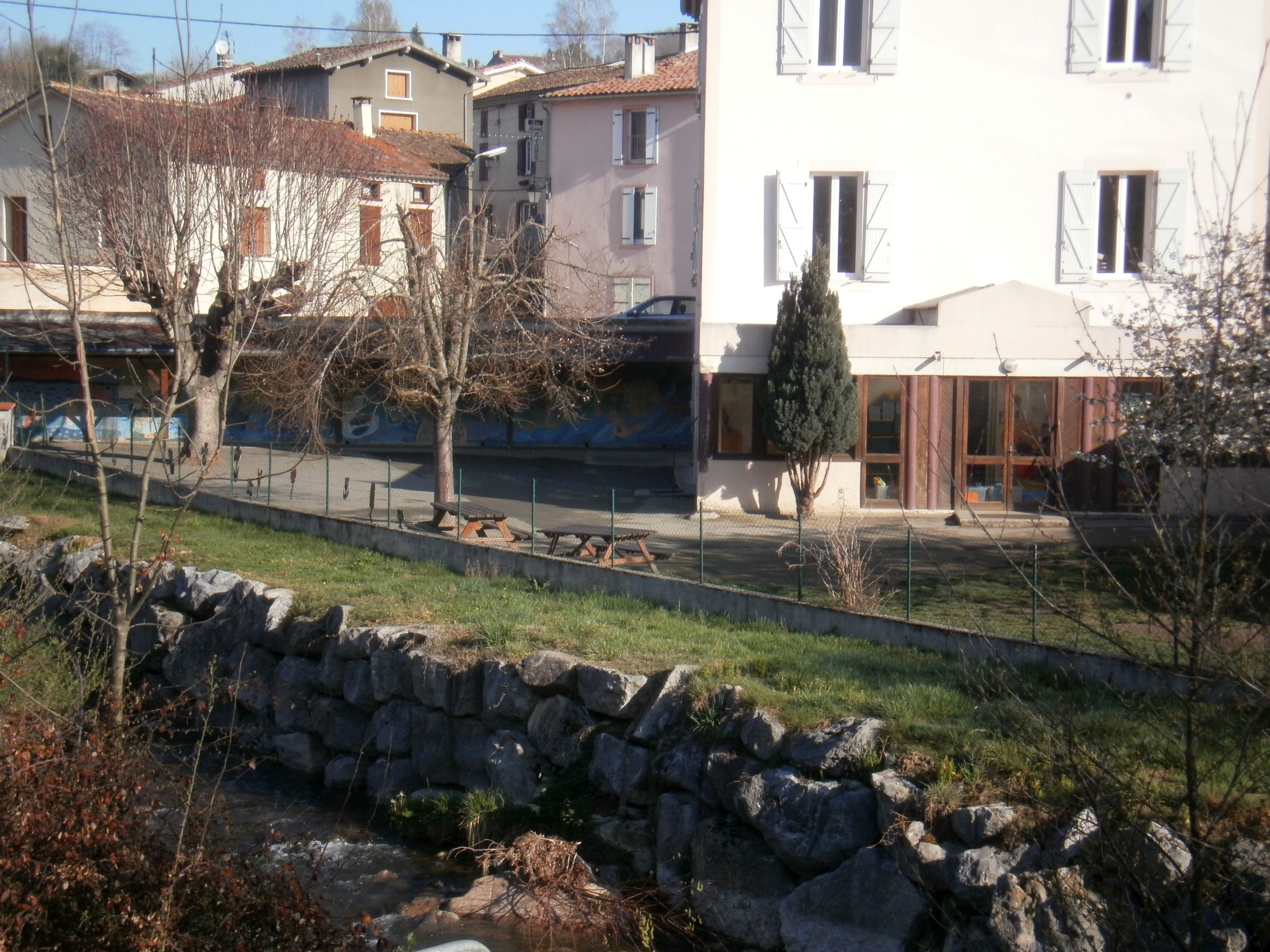
L'école de Saint-Pierre-de-Rivière.

La commune compte une école maternelle et primaire avec environ 75 élèves.

### Équipements
Elle dispose d'un stade de rugby, situé sur la commune de Brassac. Elle possède une équipe l'ASB.

### Sports
- AS La Barguillière, équipe de rugby à XV.
- Barguillère Sport Loisir (randonnées, vélo, gym, piscine).
- Boule verte de la Barguillère (pétanque).
- Chemins de randonnée.

## Économie

### Revenus
En 2018, la commune compte 299 ménages fiscaux, regroupant 649 personnes. La médiane du revenu disponible par unité de consommation est de 22 750 € (19 820 € dans le département).

### Emploi
| Division       | 2008  | 2013   | 2018   |
| -------------- | ----- | ------ | ------ |
| Commune        | 3,3 % | 5,5 %  | 6,9 %  |
| Département    | 8,9 % | 11,1 % | 11,2 % |
| France entière | 8,3 % | 10 %   | 10 %   |

En 2018, la population âgée de 15 à 64 ans s'élève à 404 personnes, parmi lesquelles on compte 76 % d'actifs (69,1 % ayant un emploi et 6,9 % de chômeurs) et 24 % d'inactifs,. Depuis 2008, le taux de chômage communal (au sens du recensement) des 15-64 ans est inférieur à celui de la France et du département.
La commune fait partie de la couronne de l'aire d'attraction de Foix, du fait qu'au moins 15 % des actifs travaillent dans le pôle,. Elle compte 68 emplois en 2018, contre 91 en 2013 et 74 en 2008. Le nombre d'actifs ayant un emploi résidant dans la commune est de 281, soit un indicateur de concentration d'emploi de 24,2 % et un taux d'activité parmi les 15 ans ou plus de 54,9 %.
Sur ces 281 actifs de 15 ans ou plus ayant un emploi, 35 travaillent dans la commune, soit 13 % des habitants. Pour se rendre au travail, 91,1 % des habitants utilisent un véhicule personnel ou de fonction à quatre roues, 2,1 % les transports en commun, 4,3 % s'y rendent en deux-roues, à vélo ou à pied et 2,5 % n'ont pas besoin de transport (travail au domicile).

### Activités hors agriculture
36 établissements sont implantés à Saint-Pierre-de-Rivière au 31 décembre 2019. Le tableau ci-dessous en détaille le nombre par secteur d'activité et compare les ratios avec ceux du département,.
| Secteur d'activité                                                                                        | Commune | Commune | Département |
| Secteur d'activité                                                                                        | Nombre  | %       | %           |
| --- | ------- | ------- | ----------- |
| Ensemble                                                                                                  | 36      |         |             |
| Industrie manufacturière, industries extractives et autres                                                | 2       | 5,6 %   | (12,9 %)    |
| Construction                                                                                              | 7       | 19,4 %  | (14,2 %)    |
| Commerce de gros et de détail, transports, hébergement et restauration                                    | 9       | 25 %    | (27,5 %)    |
| Information et communication                                                                              | 1       | 2,8 %   | (1,8 %)     |
| Activités immobilières                                                                                    | 2       | 5,6 %   | (4,2 %)     |
| Activités spécialisées, scientifiques et techniques et activités de services administratifs et de soutien | 3       | 8,3 %   | (13,2 %)    |
| Administration publique, enseignement, santé humaine et action sociale                                    | 7       | 19,4 %  | (14,4 %)    |
| Autres activités de services                                                                              | 5       | 13,9 %  | (8,8 %)     |

Le secteur du commerce de gros et de détail, des transports, de l'hébergement et de la restauration est prépondérant sur la commune puisqu'il représente 25 % du nombre total d'établissements de la commune (9 sur les 36 entreprises implantées à Saint-Pierre-de-Rivière), contre 27,5 % au niveau départemental.

### Agriculture
|                                   | 1988 | 2000 | 2010 |
| --------------------------------- | ---- | ---- | ---- |
| Exploitations                     | 7    | 4    | 1    |
| Superficie agricole utilisée (ha) | 97   | 38   | 21   |

La commune fait partie de la petite région agricole dénommée « Région sous-pyrénéenne ». En 2010, l'orientation technico-économique de l'agriculture  sur la commune est l'élevage d'ovins et de caprins. Une seule  exploitation agricole ayant son siège dans la commune est recensée lors du recensement agricole de 2010 (sept en 1988). La superficie agricole utilisée est de 21 ha.

## Culture locale et patrimoine
- Église Saint-Pierre, située sur la commune de Ganac.

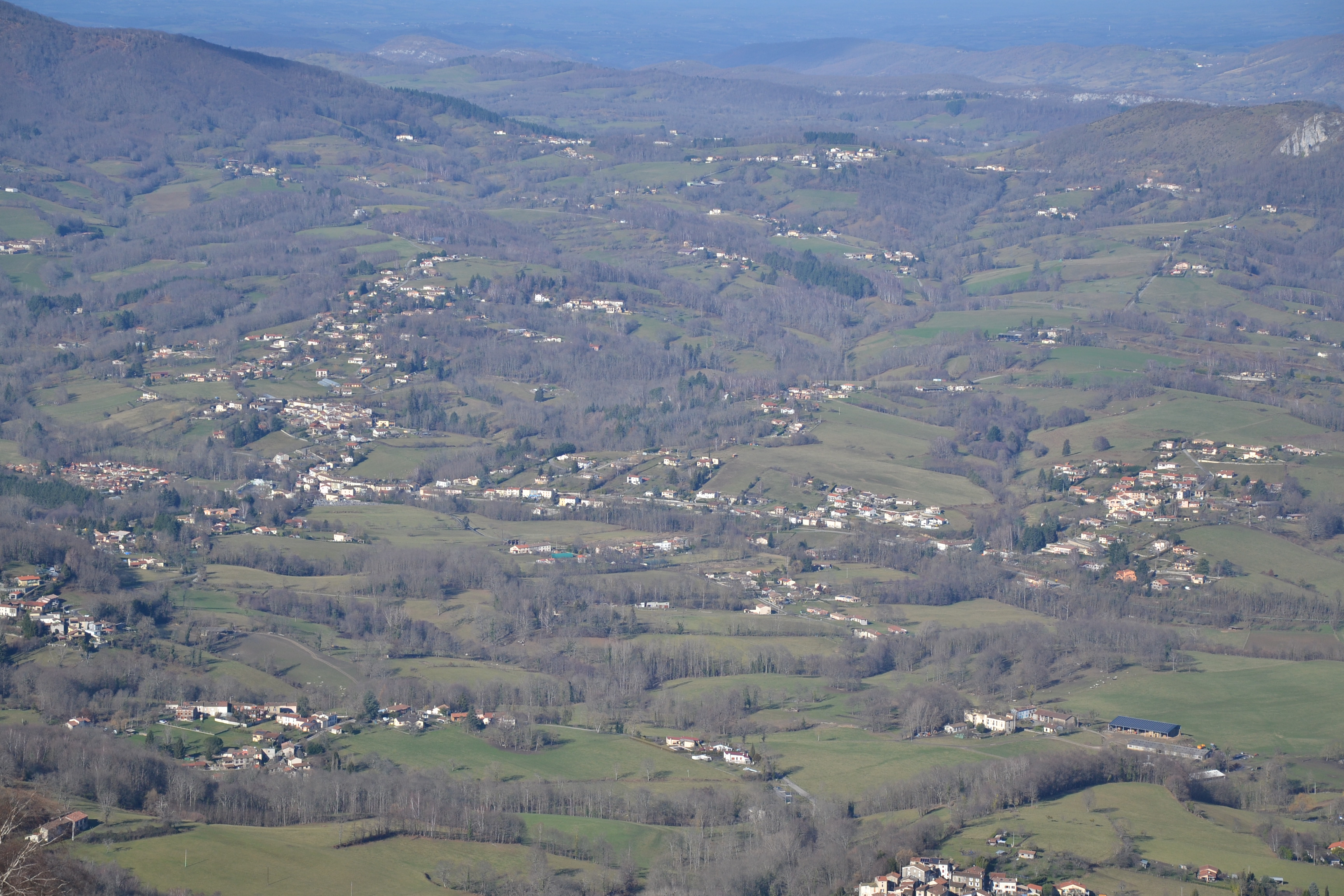
Vue sur la commune de Saint-Pierre-de-Rivière (Ariège, France). Vue depuis le Prat de Redon, sur la vallée de la Barguillère.
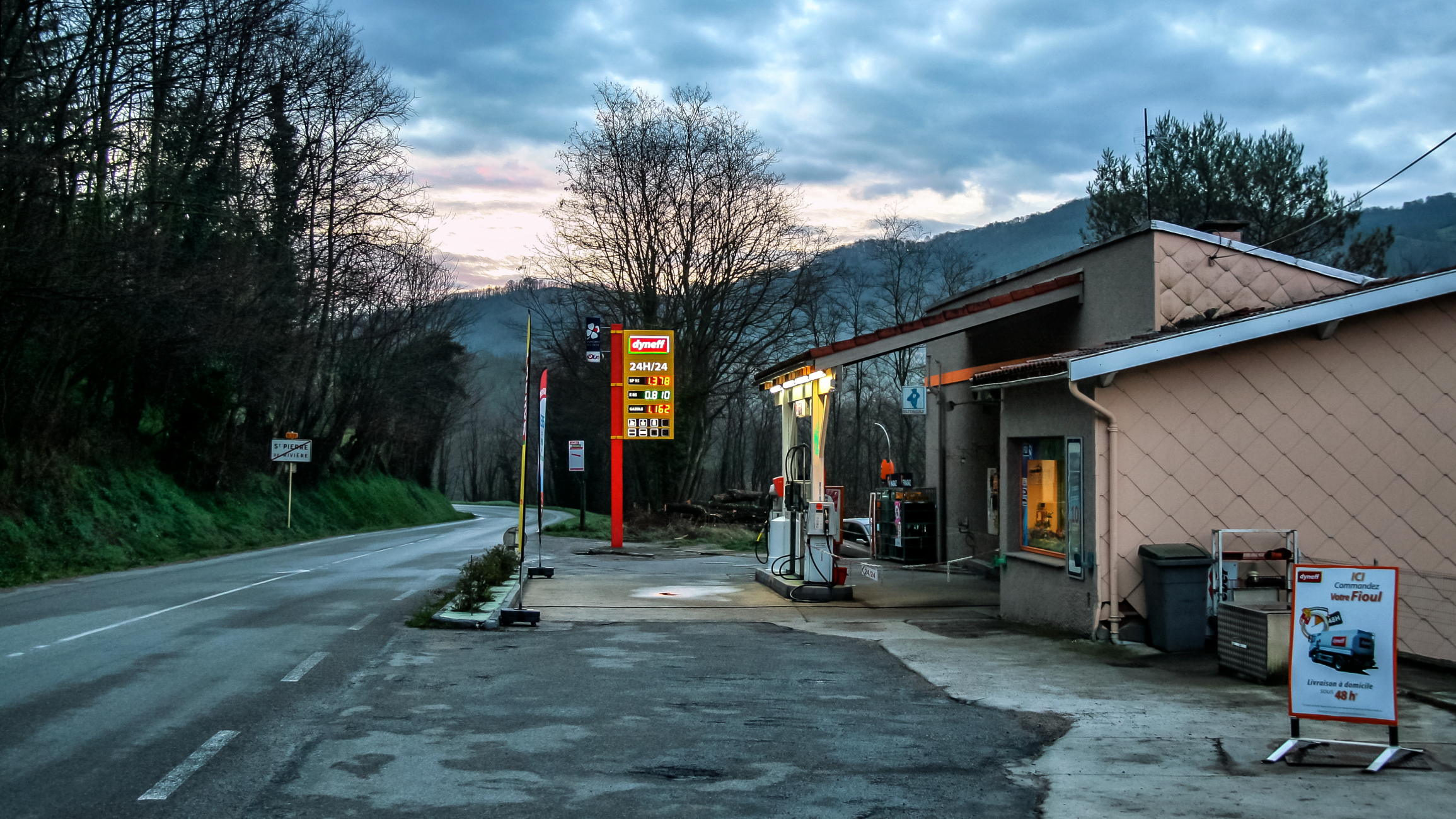
Station service.
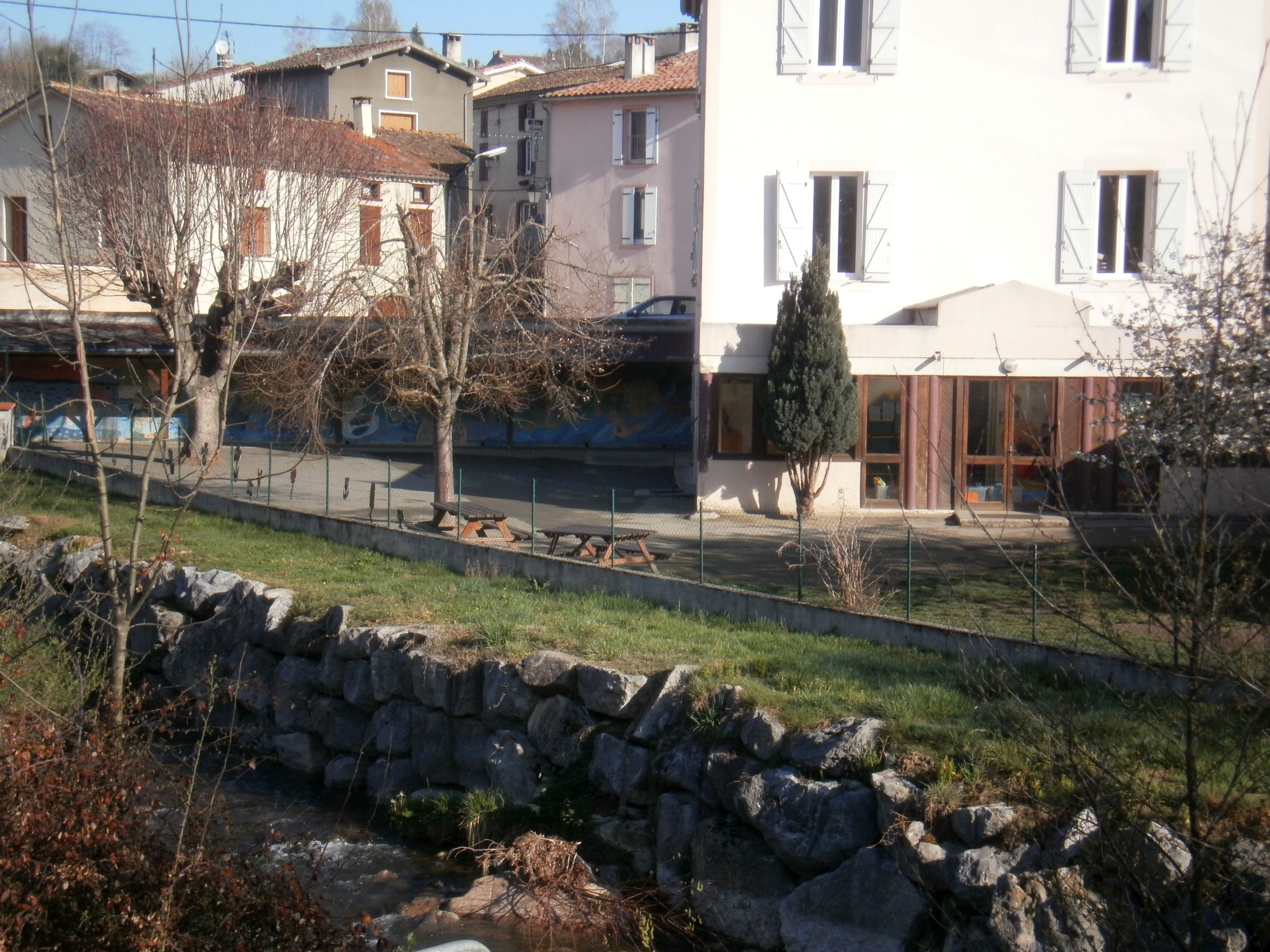
Vue sur la cour de récréation de l'école élémentaire de Saint-Pierre-de-Rivière (09) bordée par l'Arget.

## Personnalités liées à la commune
- Nicolas Roumiantzoff (1906-1988), général, compagnon de la Libération, a atteint le premier la Place de l'Étoile lors de la libération de Paris le 25 août 1944. Il est inhumé dans la commune.
- Jean-Yves Ferri, auteur de bandes dessinées humoristiques, vit dans la commune.